# Oliver Spasovski
Oliver Spasovski (en macédonien : Оливер Спасовски), né le 21 octobre 1976 à Kumanovo, est un homme d'État macédonien membre de l'Union sociale-démocrate de Macédoine (SDSM). Il est président du gouvernement entre le 3 janvier et le 30 août 2020.

## Biographie
Ministre de l'Intérieur du 11 novembre 2015 au 19 mai 2016 et de nouveau à partir du 1er juin 2017, il est nommé président du gouvernement le 3 janvier 2020 en remplacement de Zoran Zaev, démissionnaire. Il dirige un gouvernement technique chargé de gérer les affaires courantes jusqu'aux élections législatives anticipées prévues le 12 avril suivant.
Le scrutin est repoussé à une date indéterminée en raison de la propagation de la pandémie de coronavirus dans le pays, qui pousse le gouvernement à décréter l'état d'urgence le 18 mars. L'état d'urgence prend fin le 13 juin, ouvrant la voie à la tenue des législatives pour lesquelles le gouvernement et l'opposition s'accordent finalement sur la date du 15 juillet,.